# Vinteln

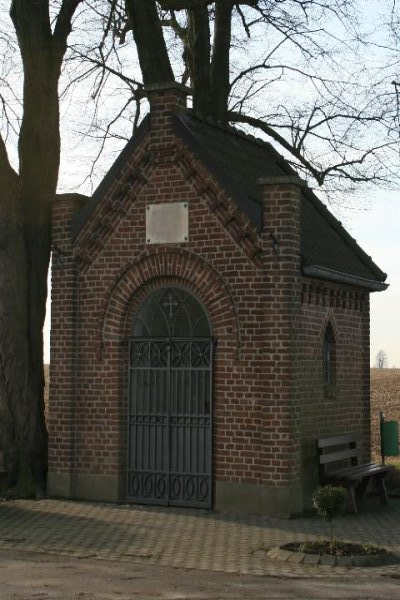
Kapelle in Vinteln

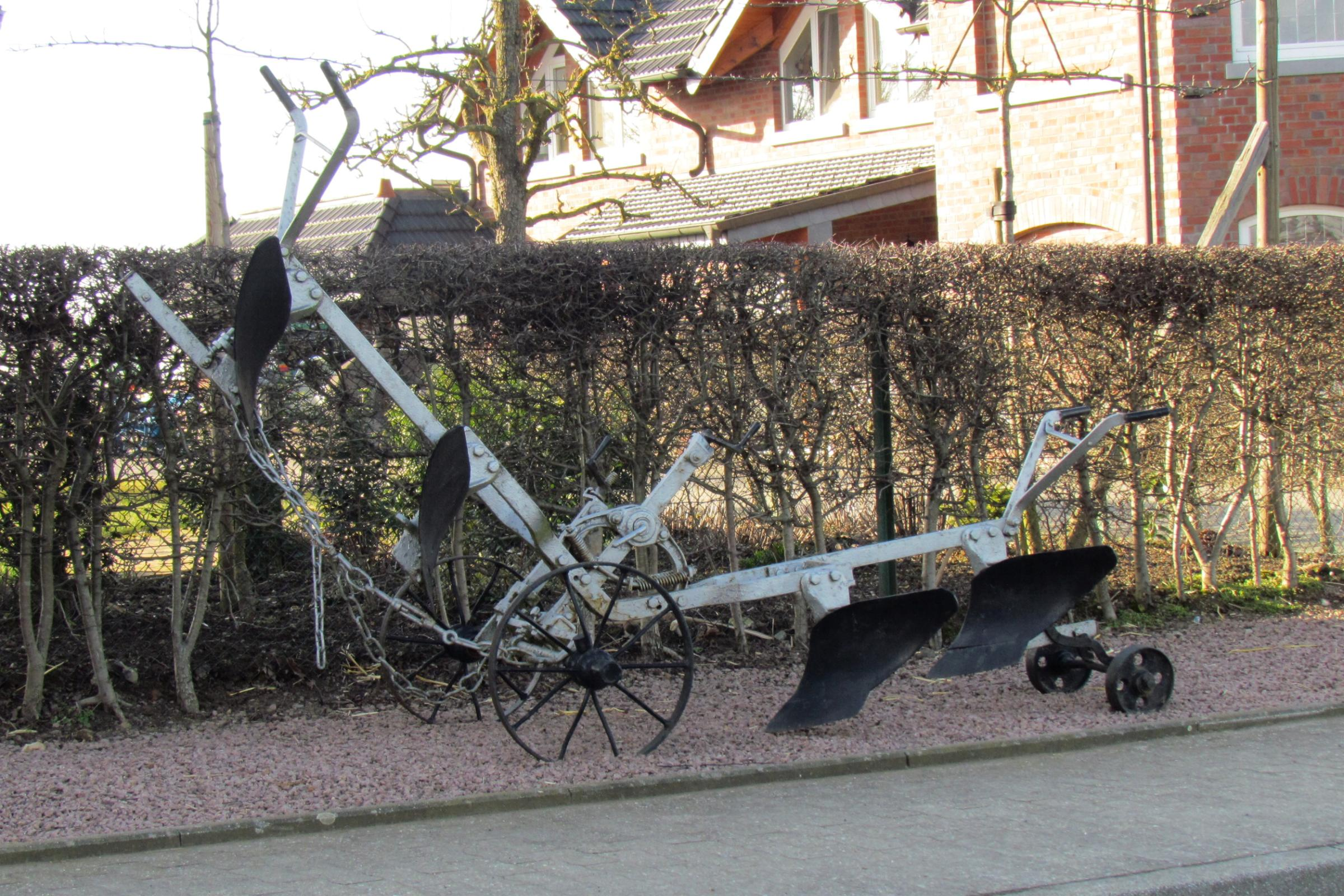
Historischer Pflug

Vinteln ist ein Ortsteil der Gemeinde Gangelt im Kreis Heinsberg in Nordrhein-Westfalen.

## Geographie

### Lage
Vinteln liegt ca. 2 km nördlich von Gangelt an der Kreisstraße 3. In der Nähe des Ortes befindet sich am Saeffeler Bach das Naturschutzgebiet Höngener- und Saeffeler Bruch.

### Gewässer
Bei Starkregen und bei Schneeschmelze fließt das Oberflächenwasser aus den Bereich Vinteln in den Saeffeler Bach (GEWKZ 2818222) und dann weiter über den Rodebach in die Maas. Der Saeffeler Bach hat eine Länge von 12,747 km bei einem Gesamteinzugsgebiet von 47,479 km².

### Nachbarorte
| Broichhoven | Langbroich                                  | Schierwaldenrath |
| Kievelberg  | Kompassrose, die auf Nachbargemeinden zeigt | Birgden          |
| Kreuzrath   | Gangelt                                     | Stahe            |

### Siedlungsform
Vinteln ist ein locker bebauter Weiler, der sehr ländlich geprägt ist.

## Geschichte

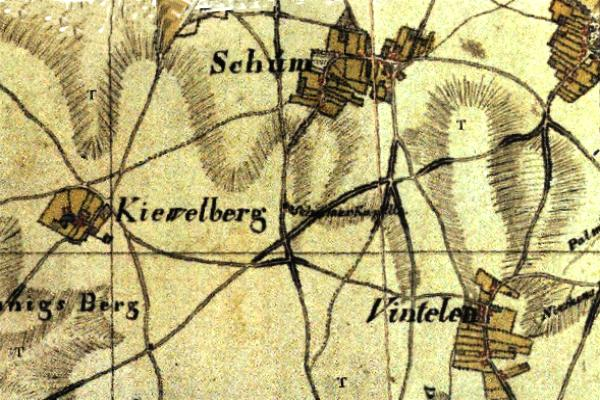
Vinteln auf der Tranchotkarte 1803–1820

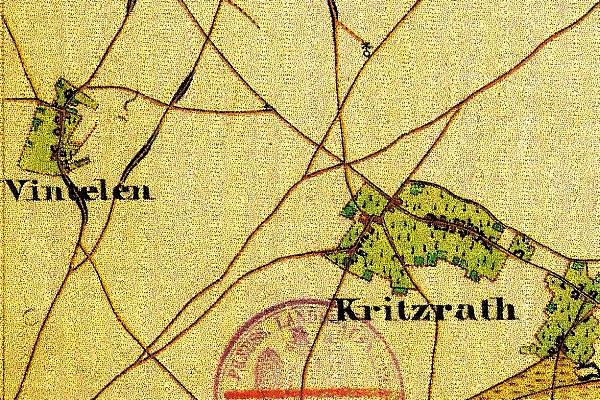
Vinteln auf der Urkatasterkarte von 1846

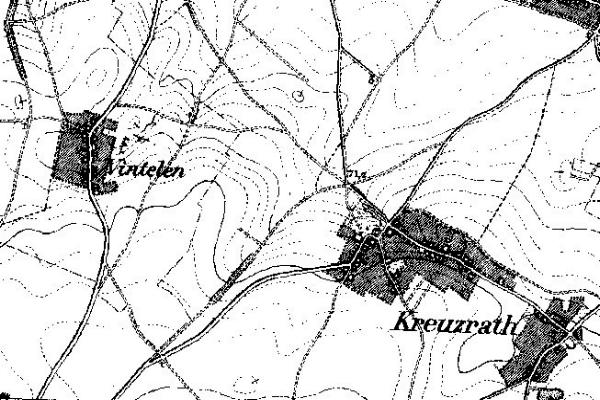
Vinteln auf der Preußischen Neuaufnahme von 1912

### Ortsname
- 1313 Ventelo
- 1593 Vintelen
- 1969 Vinteln

### Ortsgeschichte
Vinteln gehörte früher zum Jülicher Amt Millen. Die Siedlung unterstand dem Gericht und der Pfarre Gangelt.
Vinteln hatte 1828 insgesamt 80 Einwohner, 1852 waren es 63 Einwohner. Bis nach dem Zweiten Weltkrieg gehörte Vinteln zur Gemeinde Schümmerquartier (Schümm). Danach bildete Vinteln mit den Orten Gangelt, Hastenrath, Hohenbusch, Kievelberg, Kreuzrath, Mindergangelt und Niederbusch  die Gemeinde Gangelt. Mit dem Gesetz zur Neugliederung von Gemeinden des Selfkantkreises Geilenkirchen-Heinsberg vom 24. Juni 1969 wurde Vinteln zum 1. Juli 1969 Teil der neuen (Groß-)Gemeinde Gangelt.

### Kirchengeschichte
Die Pfarre St. Nikolaus Gangelt setzt sich aus den Orten und Ortsteilen Gangelt mit Claessen, Kreuzrath, Mindergangelt, Oberheide, Thyssen, Unterheide und Vinteln  zusammen. Die Bevölkerung besteht zum größten Teil aus Katholiken.
1268 schenkte Theoderich II. von Heinsberg das Patronatsrecht der Kirche dem Heinsberger Prämonstratenserinnenkloster. 1343/44 wurde die Kirche Gangelt dem Heinsberger Kloster inkorporiert. Von da an waren meist Prämonstratenser hier Seelsorger bis zur Auflösung der Klöster im Jahre 1802. Danach gehörte die Pfarre zum Kanton Geilenkirchen im neuen Bistum Aachen, später zum Erzbistum Köln und 1925 wieder zum Bistum Aachen.
Im Zuge der Pfarrgemeindereformen im Bistum Aachen wurde die Pfarre St. Nikolaus Gangelt in die Weggemeinschaft der katholischen Pfarrgemeinden Gangelt eingegliedert.

### Schulwesen
- Volksschule Gangelt, 1925: 4 Klassen, 4 Stufen, 4 Lehrerstellen, 155 Kinder
- Volksschule Gangelt, 1965: 5 Klassen, 5 Lehrerstellen, 179 Kinder

## Politik
Gemäß § 3 (1) a) der Hauptsatzung der Gemeinde Gangelt bilden die Orte Gangelt, Mindergangelt und Vinteln einen Gemeindebezirk. Der wird durch einen Ortsvorsteher im Gemeinderat der Gemeinde Gangelt vertreten. Ortsvorsteher des Gemeindebezirks ist Gerhard Schütz. (Stand 2013)

## Infrastruktur
- Der Ort hat Anschluss an das Radverkehrsnetz NRW.
- In Vinteln gibt es keine Straßenbezeichnungen, sondern nur Hausnummern.

## Sehenswürdigkeiten

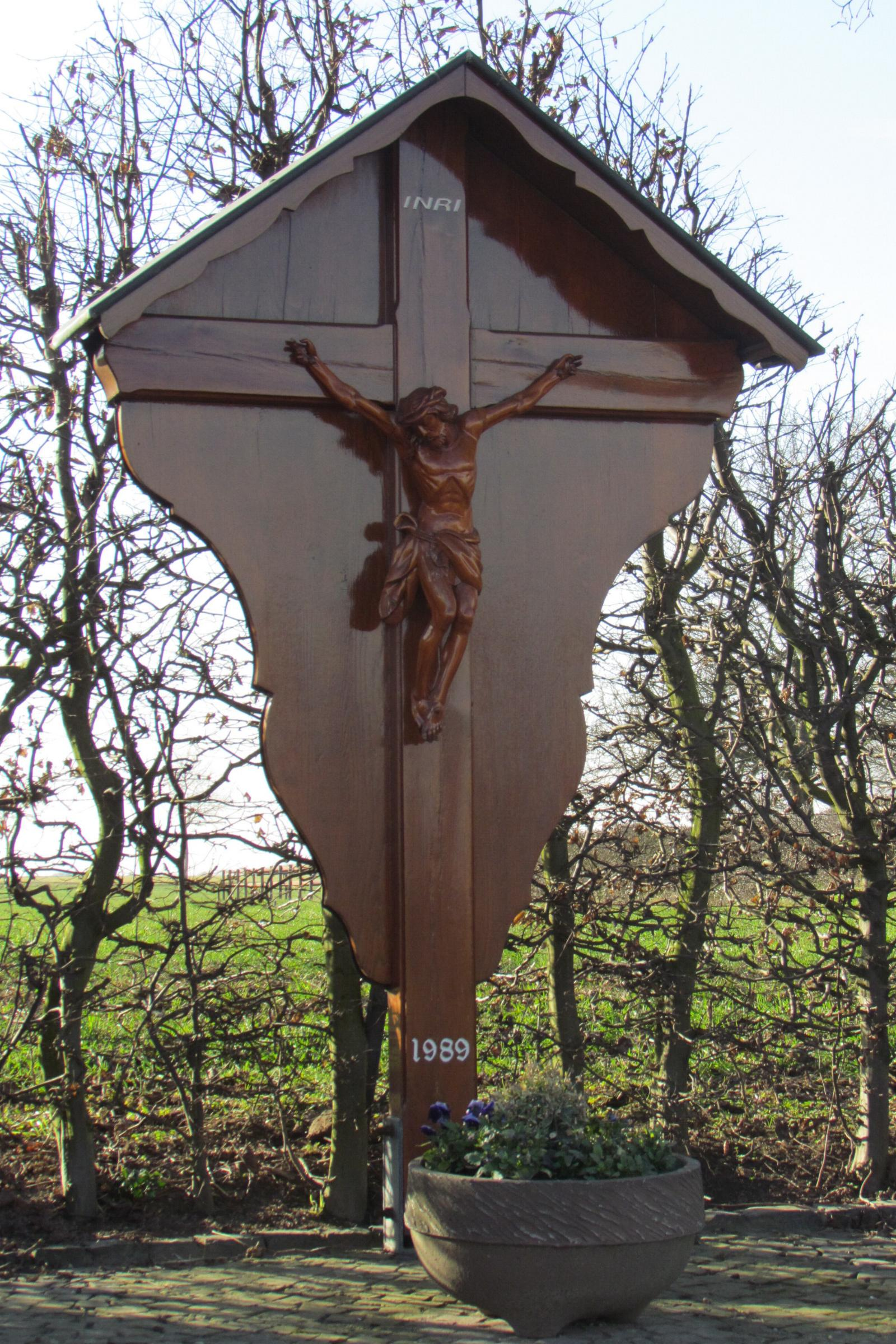
Wegekreuz

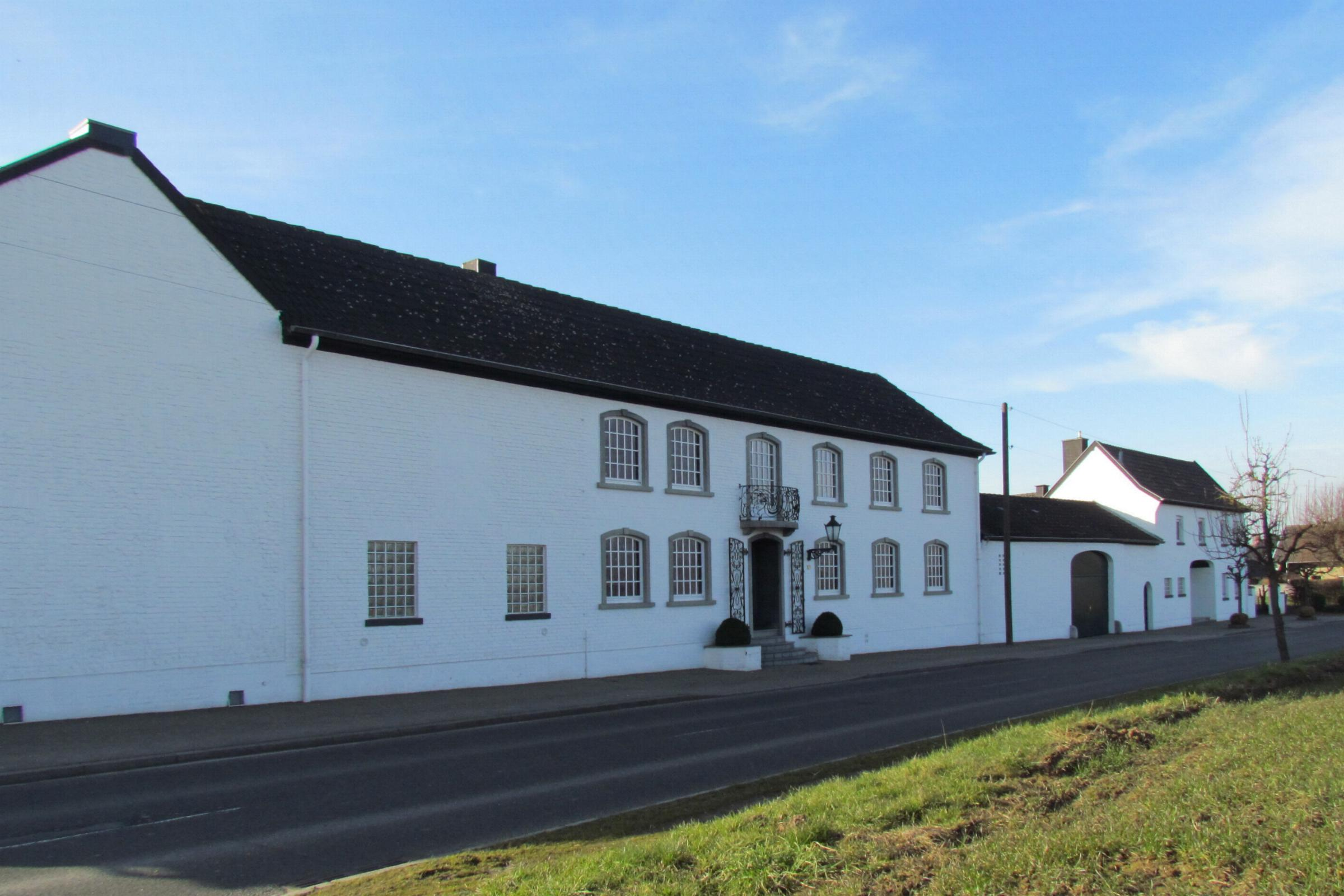
Hofanlage

- Katholische Pfarrkirche St. Nikolaus als Denkmal Nr. 1
- Buntverglasung in der katholischen Pfarrkirche[8]
- Burgturm mit Burgareal, als Denkmal Nr. 15
- Bruchtor in der Bruchstraße, als Denkmal Nr. 61
- Heinsberger Tor in der Heinsberger Straße, als Denkmal Nr. 62
- Pulverturm und Stadtmauer am Schützengraben, als Denkmal Nr. 75

## Verkehr

### Autobahnanbindung
| BAB | Streckenabschnitt        | Anschlussstelle | Entfernung |
| --- | ------------------------ | --------------- | ---------- |
| A46 | Heinsberg – Düsseldorf   | AS Heinsberg    | 10 km      |
| A44 | Aachen – Mönchengladbach | AS Aldenhoven   | 25 km      |
| A4  | Aachen – Köln            | AS Weisweiler   | 35 km      |

### Bahnanbindung
Ab Bahnhof Geilenkirchen (ca. 10 km Entfernung)
| Linie | Linienbezeichnung | Linienverlauf                              |
| ----- | ----------------- | ------------------------------------------ |
| RE 4  | Wupper-Express    | Aachen–Mönchengladbach–Düsseldorf–Dortmund |
| RB 33 | Rhein-Niers-Bahn  | Aachen–Mönchengladbach–Krefeld–Duisburg    |

### Busanbindung
Die AVV-Buslinien 423, 472 und 474 der WestVerkehr verbinden Vinteln an Schultagen mit Heinsberg und Gangelt. 
Zudem verkehrt der Multi-Bus seit dem 9. Juni 2024 kreisweit erweitert und zu einheitlichen Bedienzeiten. Mehr Informationen gibt es bei West-Verkehr.
| Linie | Verlauf |
| ----- | --- |
| 423   | (Stahe – Niederbusch) / (Kreuzrath – Birgden – Schierwaldenrath – Langbroich) – Birgden Schule oder Breberen Grundschule – (Schümm ←) Kievelberg – Hastenrath – Gangelt – Mindergangelt – Gangelt Bf – Vinteln – Langbroich                                                            |
| 472   | Heinsberg Busbf – Schleiden / (Aphoven – Laffeld – Scheifendahl – Erpen) – Straeten – Waldenrath – Birgden (– Schierwaldenrath – Langbroich – Vinteln – Gangelt) |
| 474   | Heinsberg Busbf – (Aphoven – Laffeld –) Selsten – (Braunsrath – Löcken – Schöndorf – Obspringen – Brüggelchen) / Hontem – Waldfeucht – Bocket – Saeffelen / Abzw. Nachbarheid ← Breberen – (Harzelt ← Langbroich ←) (Kievelberg – Hastenrath) / (Brüxgen – Schümm) / Vinteln – Gangelt |

## Vereine
- Freiwillige Feuerwehr Gangelt, zuständig auch für Vinteln
- St. Johannis Schützen-Bruderschaft Gangelt e. V.
- Tambour- und Pfeifercorps Gangelt e. V.
- Musikverein St. Hubertus Gangelt e. V.
- Chorgemeinschaft Gangelt und Stahe e. V.
- Katholische Frauengemeinschaft Gangelt e. V.
- Tennisclub Gangelt. e. V.
- Deutsche-Lebens-Rettungs-Gesellschaft-DLRG Gangelt
- Sozialverband VdK Deutschland Gangelt betreut Vinteln